# ماريا خيسوس روبيرا ماتا
ماريا خيسوس روبيرا ماتا (1942، مدريد - 7 يونيو 2009، في لقنت) هي مؤرخة إسبانية متخصصة في تاريخ الأندلس. بدأت التدريس في جامعة القلعة عام 1966، ثم انتقلت إلى جامعة أليكانتي عام 1982، وفي عام 1985 أصبحت رئيسة قسم الدراسات العربية والإسلامية هناك. كانت متزوجة من مؤرخ في تاريخ الأندلس أيضًا في نفس الجامعة. أسس كلاهما مجلة شرق الأندلس التي تناولت التاريخ الإسلامي والعربي في الغرب، وخاصة شبه الجزيرة الأيبيرية. توفيت في 7 يونيو 2009 بسبب مرض مزمن.